# ایرینا لیشچینسکا
ایرینا لیشچینسکا (اوکراینی: Ірина Ліщинська؛ زادهٔ ۱۵ ژانویهٔ ۱۹۷۶) دونده دو نیمه‌استقامت زن اهل اوکراین است.